# Ungvár
Ungvár (ukránul és ruszinul: Ужгород [Uzshorod], oroszul: Ужгород [Uzsgorod], szlovákul és csehül: Užhorod, németül: Ungwar, jiddisül: אונגװיר [Ungvir, Ingver, Yngvyr]) területi jelentőségű város Ukrajnában. Kárpátalja és az Ungvári járás, illetve Ungvár község székhelye. A terület legnépesebb és legnagyobb települése. Egykoron Ung vármegye székhelye, a térség kulturális, politikai és kereskedelmi központja.
Kulturálisan sokszínű város, amelyet évszázadokon át magyarok, ruszinok, szlovákok és ukránok formáltak. A városban működik az Ungvári Nemzeti Egyetem, valamint több színház és múzeum, köztük a a város jelképének számító ungvári vár. A helyi magyar közösség fontos kulturális és oktatási intézményekkel, például magyar iskolákkal és szervezetekkel őrzi identitását. Ungvár Kárpátalja gazdasági központja, a kereskedelemben és idegenforgalomban is jelentős szerepet tölt be. Politikai szempontból a város mindig is a régió központja volt. Ma Ukrajna nyugati határvárosaként fontos közlekedési és gazdasági szerepet játszik.

## Fekvése
A város területe 41,56 km². Ungvár Ukrajnában, a Kárpátaljai-alföld északkeleti peremén, a Vihorlát–Gutin-hegyvidék délnyugati környékén, az Ung két partján, az ukrán-szlovák határ mentén fekszik, ahol a Vihorlát és a Kéklő-hegység között futó Ung folyó kiér az alföldre. A terület két másik jelentősebb városa: Munkács 42 km, Beregszász 72 km távolságra fekszik tőle.

### Éghajlat
| Hónap                                        | Jan.  | Feb.  | Már.  | Ápr. | Máj. | Jún. | Júl. | Aug. | Szep. | Okt. | Nov.  | Dec.  | Év    |
| -------------------------------------------- | ----- | ----- | ----- | ---- | ---- | ---- | ---- | ---- | ----- | ---- | ----- | ----- | ----- |
| Rekord max. hőmérséklet (°C)                 | 13,3  | 17,2  | 25,4  | 29,7 | 33,4 | 35,0 | 38,6 | 38,4 | 35,9  | 26,1 | 23,3  | 15,6  | 38,6  |
| Átlagos max. hőmérséklet (°C)                | 1,3   | 3,7   | 9,8   | 16,7 | 22,0 | 24,6 | 26,9 | 26,6 | 21,2  | 15,4 | 8,3   | 2,7   | 15,0  |
| Átlagos min. hőmérséklet (°C)                | −4,8  | −3,7  | 0,6   | 5,5  | 10,4 | 13,1 | 15,0 | 14,5 | 10,3  | 5,7  | 1,4   | −3,0  | 5,5   |
| Rekord min. hőmérséklet (°C)                 | −28,2 | −26,3 | −17,5 | −6,9 | −4,4 | 1,5  | 5,4  | 4,4  | −2,2  | −9,3 | −21,8 | −24,7 | −28,2 |
| Átl. csapadékmennyiség (mm)                  | 54    | 50    | 43    | 49   | 74   | 75   | 78   | 73   | 73    | 56   | 57    | 68    | 750   |
| Havi napsütéses órák száma                   | 59    | 87    | 142   | 190  | 246  | 249  | 274  | 253  | 192   | 151  | 63    | 46    | 1952  |
| Forrás: Pogoda.ru.net, NOAA (sun, 1961–1990) |       |       |       |      |      |      |      |      |       |      |       |       |       |

## Története

### A kezdetek
A város környékén végzett régészeti ásatások során településmaradványokat fedeztek fel, amelyek közül a legrégebbiek több mint százezer évesek. A népvándorlás időszakában a területén kelta, gall, római, kun, longobárd, szláv, avar és bolgár törzsek fordultak meg. Ungvár városának egyik első ismert alapítói a fehér horvátok voltak, akik az 1. évezred második felében telepítették be a mai Ungvár területét.

### Középkor

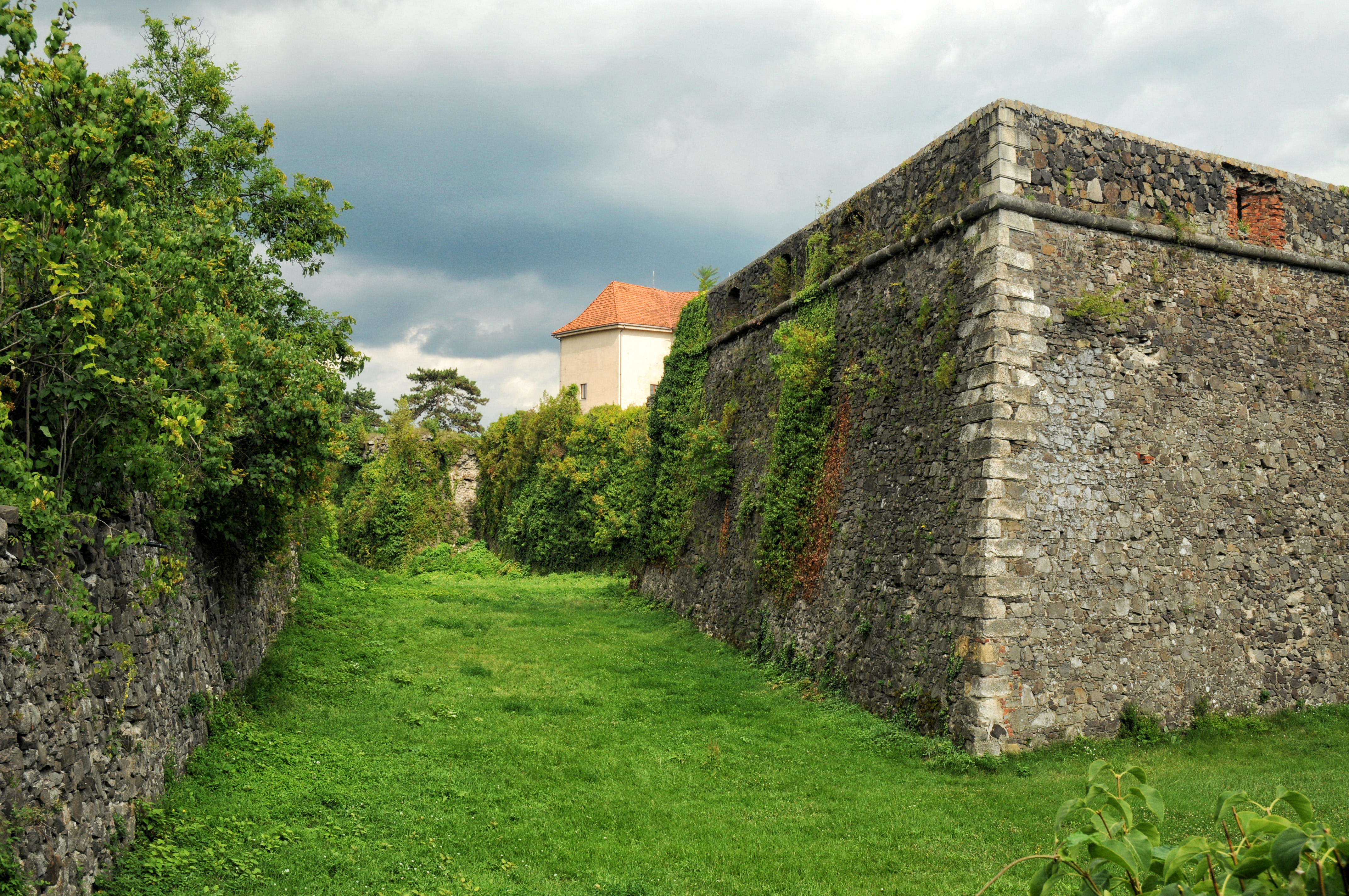
Az ungvári vár

Története a 9. századra nyúlik vissza, amikor a magyar honfoglalás során fontos erődítményként szolgált. Források szerint a Vereckei-hágón átkelt magyar seregek 894-ben foglalták el Ungvárt Laborc fejedelemtől.
Anonymus krónikája szerint Ungváron adta át Álmos fiának, Árpádnak a fővezérséget. Innen eredhet Árpád „hungvári vitéz” elnevezése.

Ungvár a 9-10. században leginkább a város területén álló várat jelentette. A vár megépítését illetően többféle elmélet létezik. Egyes teóriák szerint a vár szláv erődítmény volt Ungográd néven, míg mások szerint a betelepülő magyarok alapították a várat, amely a honfoglalást követő, de leginkább az Árpád-házi időkben kétségkívül magyar végvárként szolgált. Az I. (Szent) István által alapított várispánságok egyike volt Ungvár, amelyhez 18 község tartozott. Fontos továbbá szólni arról, hogy a környék lakói leginkább várjobbágyok, várcselédek voltak. Ez a nagy arány leginkább az Árpád-házi királyok halicsi hadjáratai miatt volt szükségszerű.

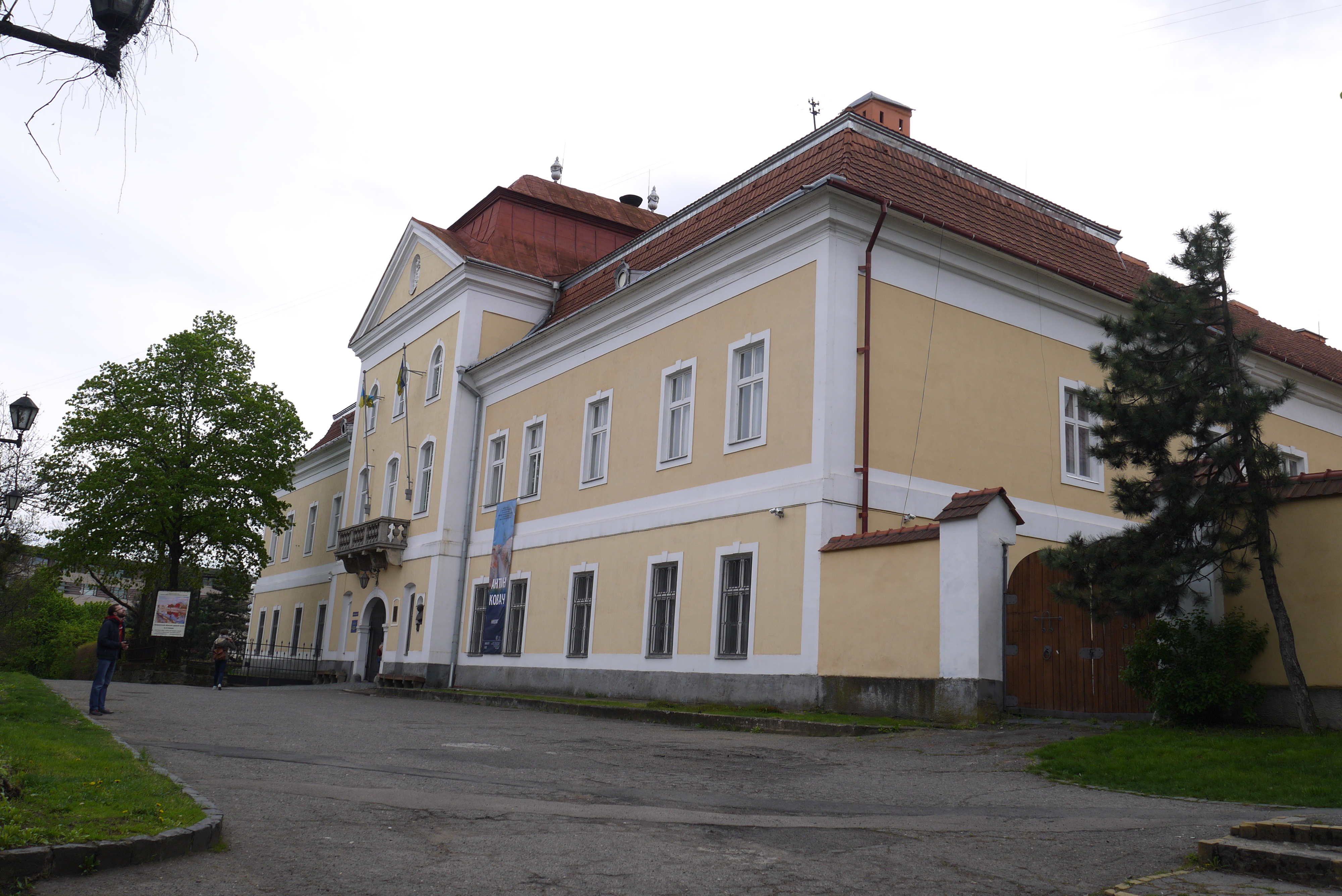
A régi ungi vármegyeháza

Az 1241. évi tatárjárás súlyos károkat okozott a várban. A 13. században a tatárjárás után megerősítették a várat, amely később az Anjouk, majd a Habsburgok fennhatósága alá került. 1248-ban IV. Béla szabadító adománylevéllel, városi ranggal és jogokkal ruházta fel Ungvárt. Ekkor, 1248 és 1250 között épült a később az Unióról nevezetes templom, de ma már csak az alapzata tekinthető meg a várkertben. Akkor alakult ki a vármegyerendszer[forrás?]. Ungvár Ung vármegye része lett, melynek eleinte Nagykapos volt a központja, Ungvár csak járási székhelyi szerepet töltött be. 1290-ben IV. (Kun) László Aba Amadé nádornak, az északkeleti Magyarország kiskirályának adományozta a vármegyét. Aba Amadé III. András híve volt, kinek halála után Károly Róbertet támogatta. Azonban miután összetűzésbe került Kassa városával, a kassai polgárok – kiváltságaik védelmében – 1311-ben meggyilkolták. Károly Róbert a város és Aba Amadé fiai között kialakult konfliktusban a város mellé állt. Amadé fiai az uralkodó ellen fordultak, ám a rozgonyi csata a király győzelmét hozta. Ungvárt és környékét Károly Róbert a vele együtt Nápolyból Magyarországra került Drugeth Fülöpnek adományozta a rozgonyi csatában tanúsított vitézségéért. Ekkor vette kezdetét a Drugeth család több, mint 360 éves uralma.
Ungvárba a Drugeth-korban leginkább német, flamand és olasz telepesek költöztek, akik hamar felvirágoztatták a kereskedelmet. Ekkor épült új híd az Ung folyón. 1384-ben, kevéssel halála előtt Drugeth I. László behívta a pálos szerzetesrendet, akik 1430-ig működtették itt iskolájukat.
1430-ban Ungvár szabad királyi város kiváltságos címet kapott, ez egyben a városi polgárság megerősödését is jelentette.

### Korai újkor
A 16-17. században különböző manufaktúrák jöttek létre a városban. Az 1526-os mohácsi vészt követően Magyarország három részre szakadt: az Erdélyi Fejedelemségre, a Hódoltságra, és a Magyar Királyságra (Habsburg uralom alatt). Ezekben az időkben Ungvár hol a Habsburgok, hol az erdélyi fejedelmek birtokába jutott; 1538-ban Erdélyhez került, és már 1540-ben elfoglalták az osztrák csapatok, majd 1564-ben ismét erdélyi csapatok támadták meg a várost.
A reformáció idején Ungvár komoly protestáns központtá alakult. 1598-ban megalakult a református iskola is. 1610-ben azonban Pázmány Péter visszatérítette Drugeth Györgyöt a katolikus hitre, majd 1646-ban Jakusits Anna (Drugeth János özvegye) áttelepítette a homonnai jezsuita rendi kolostort a városba. Ebben az időszakban komoly vallási harcok indultak a német protestáns telepesek és a jezsuiták között.
1646. április 24-én az ungvári vár kápolnájában jött létre az Unió, az egri püspök jelenlétében 63 ortodox pap fogadott hűséget XI. Ince pápának és utódainak. Ennek értelmében a magyarországi ortodox egyház áttért a római pápa fennhatósága alá, új vallás született a városban: a görögkatolikus felekezet.
1684-ben Thököly Imre kuruc felkelő serege megszállta a várost, elfoglalta a várat. A vár urát, a Drugeth nemzetség utolsó sarját császárhű magatartása miatt Kassán kivégeztették.

#### ARákóczi-szabadságharcidején
1691-ben Ungvár Bercsényi Miklós birtokává vált, az ő idejére tehető a vár fénykora. Megerősítette a várat, palotáját fényesen berendezte, jelentős műkincsgyűjteményt és könyvtárat hozott létre benne. Egyik vadászatán II. Rákóczi Ferenc volt a vendége, akivel hű barátságot kötött, és aki többek között Bercsényi hatására kezdett a szabadságharc szervezéséhez. Miután Rákóczit 1701. április 18-án Nagysáros várában elfogták, Bercsényi kénytelen volt Lengyelországba menekülni. A Rákóczi-szabadságharc leverése után a Habsburg-ellenesnek minősített Ungvár fokozatosan elvesztette kiváltságait, 1740-ben úgynevezett kamarás városra fokozták le. 1771-ig császári katonaság tanyázott a várban.

### Modern újkor

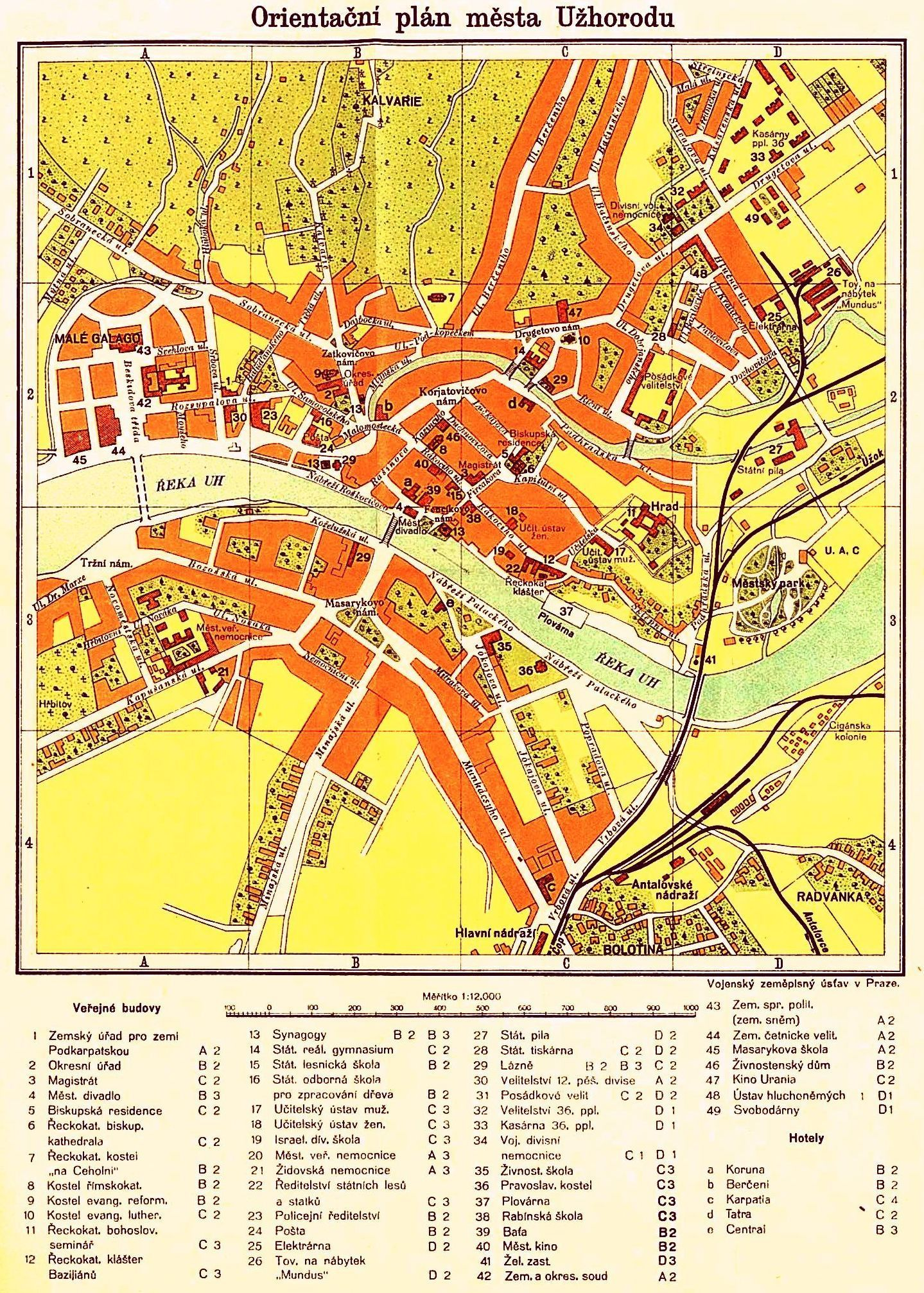
Ungvár 1933-as, csehszlovák időkből származó térképe

1769-ben Ung vármegye székhelye Nagykaposról Ungvárra került át. Ekkor épült meg a ma is álló vármegyeháza. 1775 körül került át Munkácsról a görögkatolikus püspökség központja. II. József türelmi rendelete után kezdődött meg a zsidók bevándorlása elsősorban Galíciából, akik hamar a korábban leginkább görög kézen lévő kereskedelem nagy részét magukénak tudhatták.
A 18. század végén Vályi András így ír róla: „UNGVÁR VÁRA, és Városa, Ungvarinum. Jeles hegyetskén épűltt Vár, és alatta az elegyes lakosú Város Ungvár Vármegyében, földes Ura a’ Királyi Kamara, ’s mások is bírnak benne, lakosai katolikusok, és ó hitüek, ’s kevés másfélék; fekszik Ung vizétől körűlvétettetve, Kassához 9 mértföldnyire. Virágzott vala e’ Vár 1600 esztendő után, ’s a’ hajdan nevezetes Homonnai Druget Nemzetség által jelesen meg is erőssíttetett. Ostromoltatott pedig idősb Rákóczi György által, és 3 e’ Várból szemlélhető más szomszéd Várai általa el is rontattak. Azután Tökölyi’ népe által is kétszer ostromoltatott, ’s elég vitézűl óltalmazák vala akkori őrzői. A’ Jésuitáknak vólt épűlettyek Lippai Érseknek segedelmével építtetett, ámbár első Jóltévőjök itten Homonnai Druget Nemzetség vala. 1776-dikban néhai M. TERÉZIA Királyné által a’ Munkátsi Püspöknek ajándékoztatott bírtokjok, ezen kivűl 7000 for. Templomra, 24000 forint pedig egyéb épűletekre. Oskolájok az előtt is nevezetes vala. Díszesítik e’ Várost a’ püspöki épűleten kivűl a’ Vármegyeháza, gazdagíttyák pedig lakosait jó, és kies vidékje, 8 népes vásárjai, és a’ kézi mesterségeknek, ’s gazdáskodásnak folytatása; határja jól termő, vagyonnyai külömbfélék, bora elég nevezetes, piatza helyben.”
1847-ben Petőfi Sándor „Úti levelei”-ben még lesújtó véleménnyel számolt be Ungvárról, azonban a város a szabadságharc bukása után fokozatos fejlődésnek indult: megkezdődött az utcák kövezése (1850). A szabadságharc leverése után Ungvár a ruszin autonómia központja volt 1850-ig.
Fényes Elek 1851-ben kiadott geográfiai szótárában így ír a városról (részletek): „Ungvár, kamarai mezőváros, Ung vmegyében, igen szép vidéken, Pesthez 32 mfd. távolságra. Fekszik azon hegycsoportozatoknak délre eső oldalán, mellyek Ung vármegyét Gallicziától elválasztják, s mellyek a városon innen szép rónasággal terülnek szét; kettős halmon, mellyeket az Ung vizének egyik mesterséggel készitett ága választ el egymástól, mig a másik anyaág, a keleti dombot kerülvén meg, mind kettő nem messze a várostól ismét vissza folyik. Népessége 8015 lélek, kik közt r. kath. 2800, görög katholikus 2214, reformatus 437, ágostai 40, görög nem egyesült 24, héber 2500. Ezek nyelvre nézve oroszok, magyarok, igen kevés németek, mert az ide szállitottak nyelvüket többnyire elfelejték. A város határa kiterjed 5082 holdra 1100 négyszögölével. [...] Telkes gazda van 20, zsellér 671, lakó 330, kereskedő 45, kézmüves 16 czéhben 423, kontár 101. Földje agyagos, s főleg buzát, kukoriczát, és jó izü dohányt terem; azonban rozs és árpa is termesztetik. Szőlőhegye nagy kiterjedésü, de meszes bort terem. Az Ung vize, melly 9 mértföld folyása alatt 200 láb eséssel bir, nem messze a várostól Zugó álltal egy csatornára (Kis-Ung) vezettetik, mellyre épitvék egy posztó- és gubakalló, fürészmalom, hol évenkint 60 ezer darab deszka készittetik, 9 kőre épült malom. Vasas ásványvize a Kis-Ung partján van, s felmelegitve, erősitő fördőnek használtatik. [...] Országos vásárt 8-at tart [...]. A vásárok tartása ideje, ha a vásár a hét hat első napjaira esik, mindig azelőtti hétfőn, különben pedig az utána valón, két napig tartatik. Hetivásár minden csötörtökön van.”

Megkezdődött a csatornázás (1855), a tűzveszélyes tetőszerkezetek átalakítása. 1872-ben épült meg a Magyar Északkeleti Vaspálya Társaság tulajdonát képező Csap–Ungvár vasútvonal, amely az államosítás során hamar a Magyar Államvasutak kezébe került. Ezt követően a város kulturális, gazdasági élete hirtelen fellendült: iskolák, közintézmények épültek, pénzintézetek, takarékszövetkezetek létesültek.

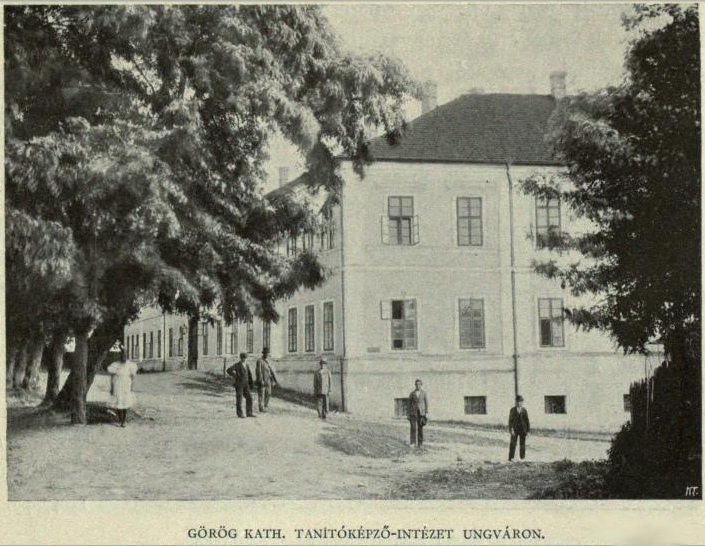
A görögkatolikus tanítóképző (1902)

A trianoni béke előtt Ung vármegye rendezett tanácsú városa, Ung vármegye, valamint az Ungvári járás székhelye.
1919 és 1938 között a város Csehszlovákiához tartozott. Ekkor épült ki a város „kormányzósági negyede” – a Galagó – az egykori vásártéren. A város soknemzetiségű jellegét mutatta az 1930-as népszámlálás is.
1938. november 2-án az I. bécsi döntés értelmében visszacsatolták Magyarországhoz. A Kárpátaljai Kormánybiztosság Ungi közigazgatási kirendeltsége székhelye lett, bár sem annak, sem a helyreállított vármegyének nem volt része, mivel törvényhatósági jogú várossá alakult.
Kárpát-Ukrajnában és Északkelet–Magyarországon 13 nagyobb gettót és bevagonírozási központot alakítottak ki. Az összegyűjtött zsidókat vagy a Munkácson, Ungváron, Varjúlaposon és Beregszászban létesített gyűjtőtáborokban, vagy a huszti, máramarosszigeti, kassai, mátészalkai, nyíregyházi, nagyszőlősi, sátoraljaújhelyi, kisvárdai és beregszászi kijelölt gettókban helyezték el. A zsidók elhurcolása után az üzletek tönkrementek, a vásárok megszűntek.
A Vörös Hadsereg 1944. december 27-én foglalta el a várost, és 1945-ben, akárcsak egész Kárpátalja, az Ukrán SZSZK részeként Ungvár is a Szovjetunióhoz került.
Ukrajna 1991-es függetlenedésével Ungvárnak fokozatos leépítésekkel kellett szembenéznie, megszűntek a nehézipari üzemek, a szolgáltatás nagy mértékben romlott, ám a rendeződő magyar–ukrán, illetve szlovák–ukrán kapcsolatokkal Ungvár új fejlődési időszakba lépett.

## Népessége
1910-ben 16 919 lakosából 13 590 magyar, 1219 szlovák, 1151 német, 641 rutén volt. Ebből 5481 római katolikusnak, 5305 izraelitának, 4473 görögkatolikusnak, 1368 reformátusnak vallotta magát.
1930-as népszámláláson a város 27 000 fős lakosságát 8030 cseh vagy szlovák, 6260 ruszin, 5897 zsidó, 4499 magyar, 508 német és 53 lengyel, illetve néhány cigány nemzetiségű alkotta.
2001-ben a város lakossága 115 600 fő, ebből 89 900 ukrán (és ruszin), 11 100 orosz, 8000 magyar, 2500 szlovák, 1700 cigány (a népszámlálás adatai alapján).
A város lakossága 2011. január 1-jén 116 423 fő volt.

## Önkormányzat és közigazgatás
Ungváron magyar főkonzulátus működik.

## Gazdaság
Élelmiszeripar, bútoripar.

## Közlekedés

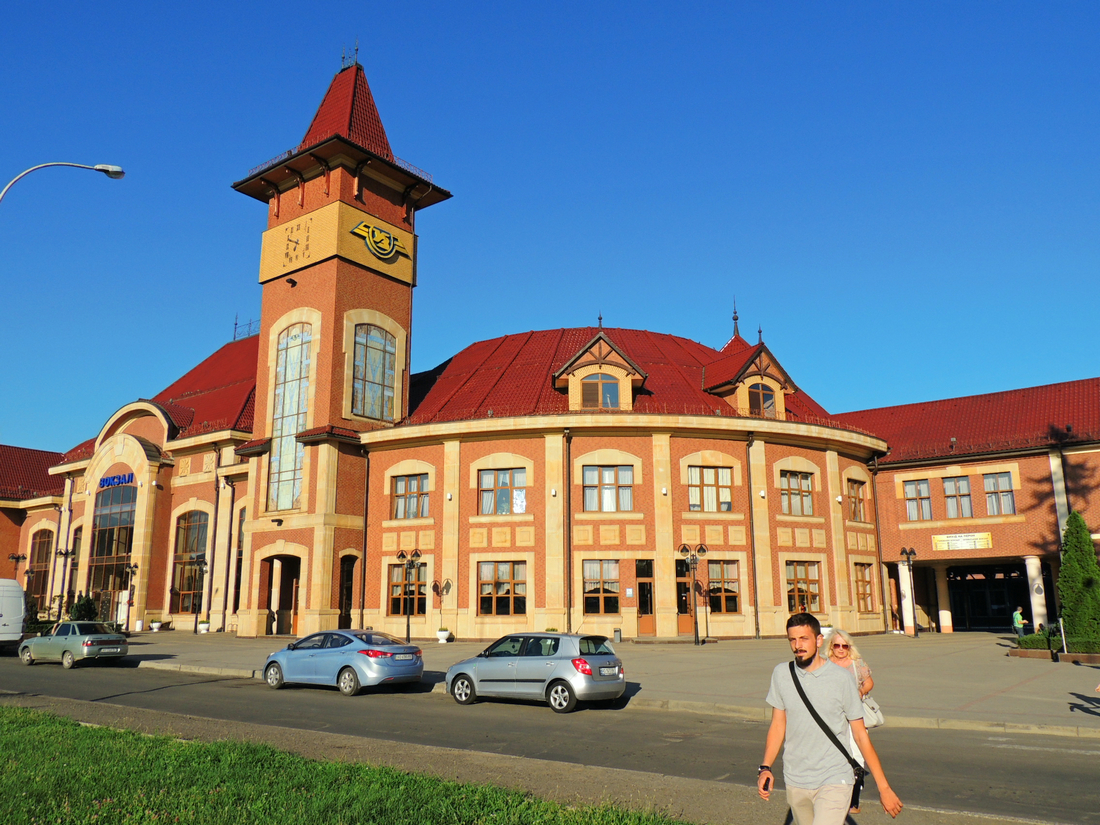
Vasútállomás

Fontos közúti közlekedési csomópont. A Csap–Ungvár–Szambir–Lviv-vasútvonalon vasútállomással rendelkezik. Nemzetközi repülőtere van, továbbá a város határában található az Ungvár-Felsőnémeti közúti határátkelő.

## Kultúra
Ungvár Kárpátalja kulturális központja. Itt működik az Ungvári Nemzeti Egyetem tíznél több karral, köztük a Magyar Tannyelvű Humán- és Természettudományi Karral.
Innen sugározza műsorát számos televízió és rádió. Könyv- és lapkiadók tucatjai jelentetik meg kiadványaikat, a városban több színház is működik. Minden évben megrendezik a nemzetközi színházi fesztivált, melyen magyarországi színházak is részt vesznek.
Ungvár az első világháborúig a történelmi Magyarország egyik keleti kulturális centruma volt, Trianon után magyar jellegét részben, majd a második világháború után szinte teljesen elvesztette. Építészeti szempontból a csehszlovák érában (1920–1938) fejlődött a legtöbbet, ekkor alakult ki a nagyrészt máig sértetlen városkép (míg a belváros belső utcái még az Osztrák–Magyar Monarchia stílusát őrzik). 1945 után a város mind építészeti, mind egyéb kulturális tekintetben a szovjet szocreál és proletkult hatása alá került, régi jellegét fokozatosan elvesztette.

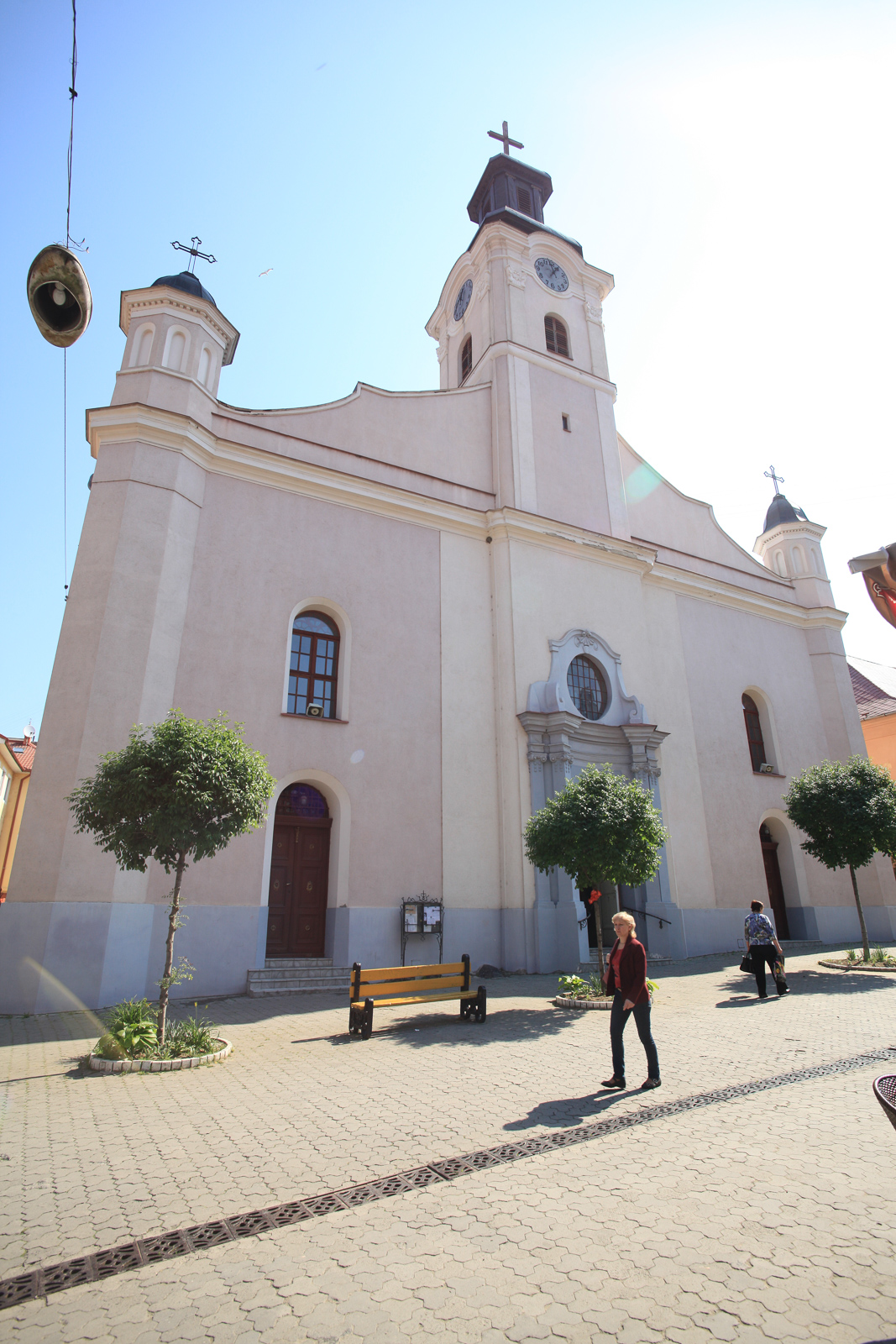
Szent György római katolikus templom
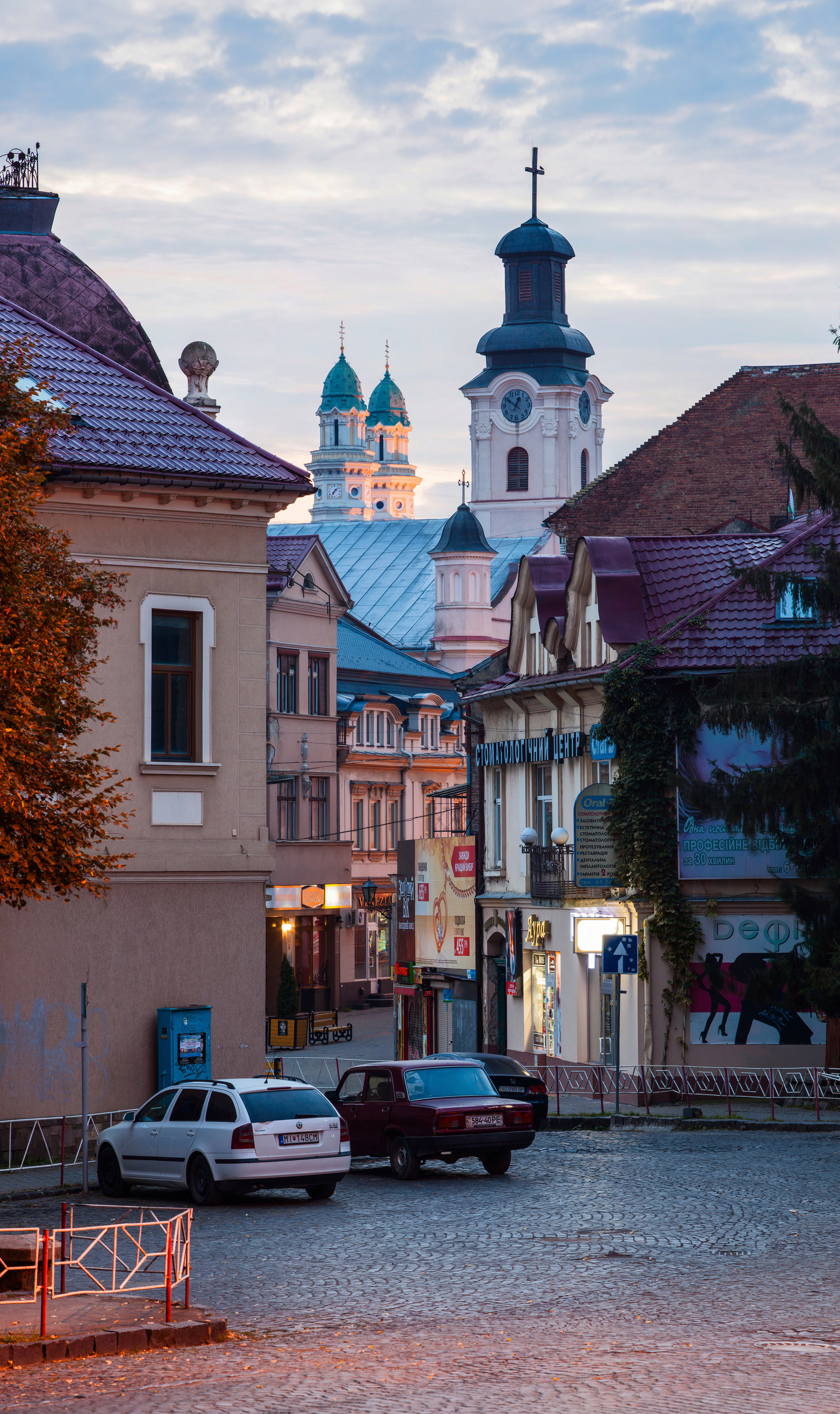
A római katolikus templom tornya a sétálóutcában
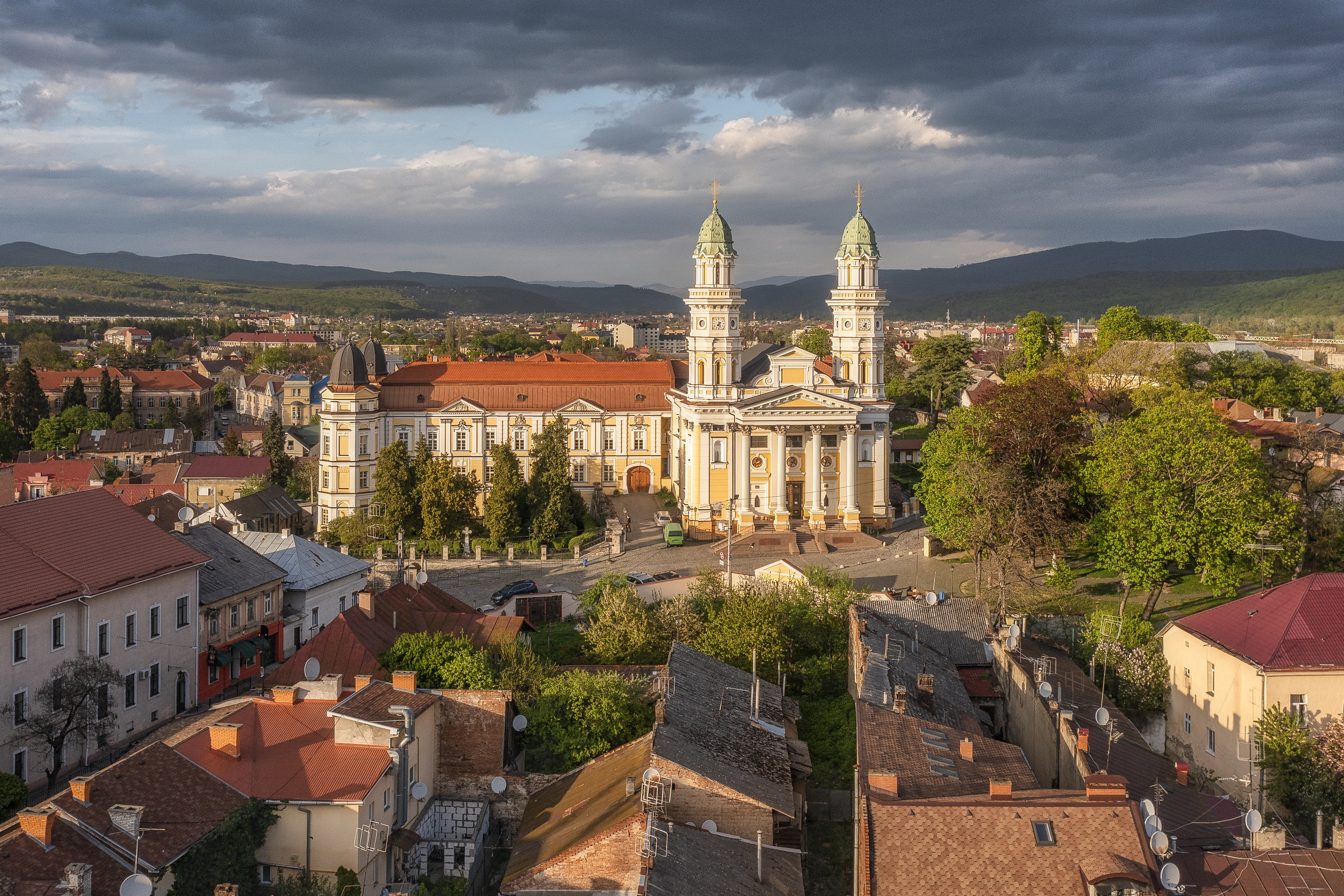
A Szent Kereszt felmagasztalása görögkatolikus székesegyház és a püspöki palota
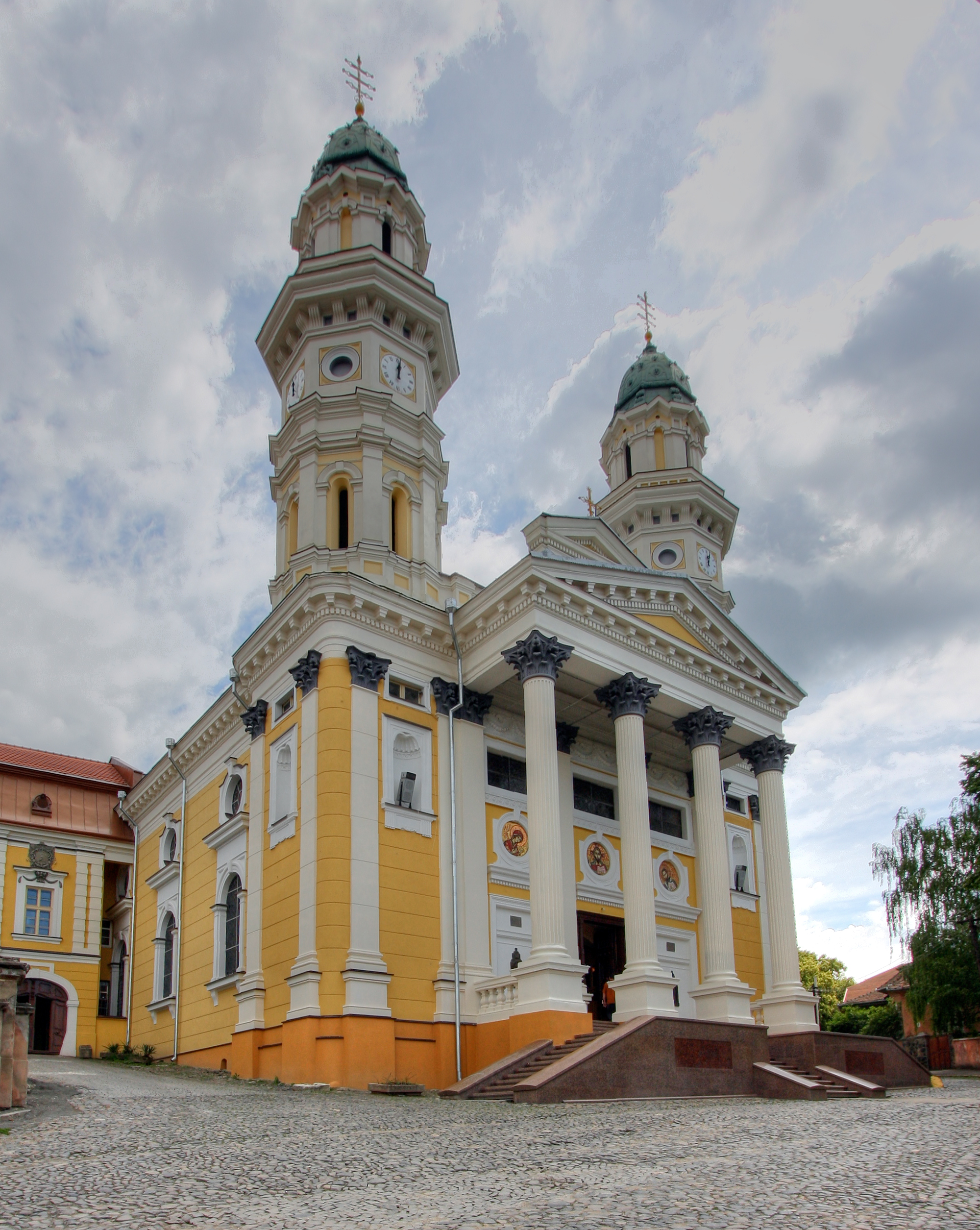
A görögkatolikus székesegyház
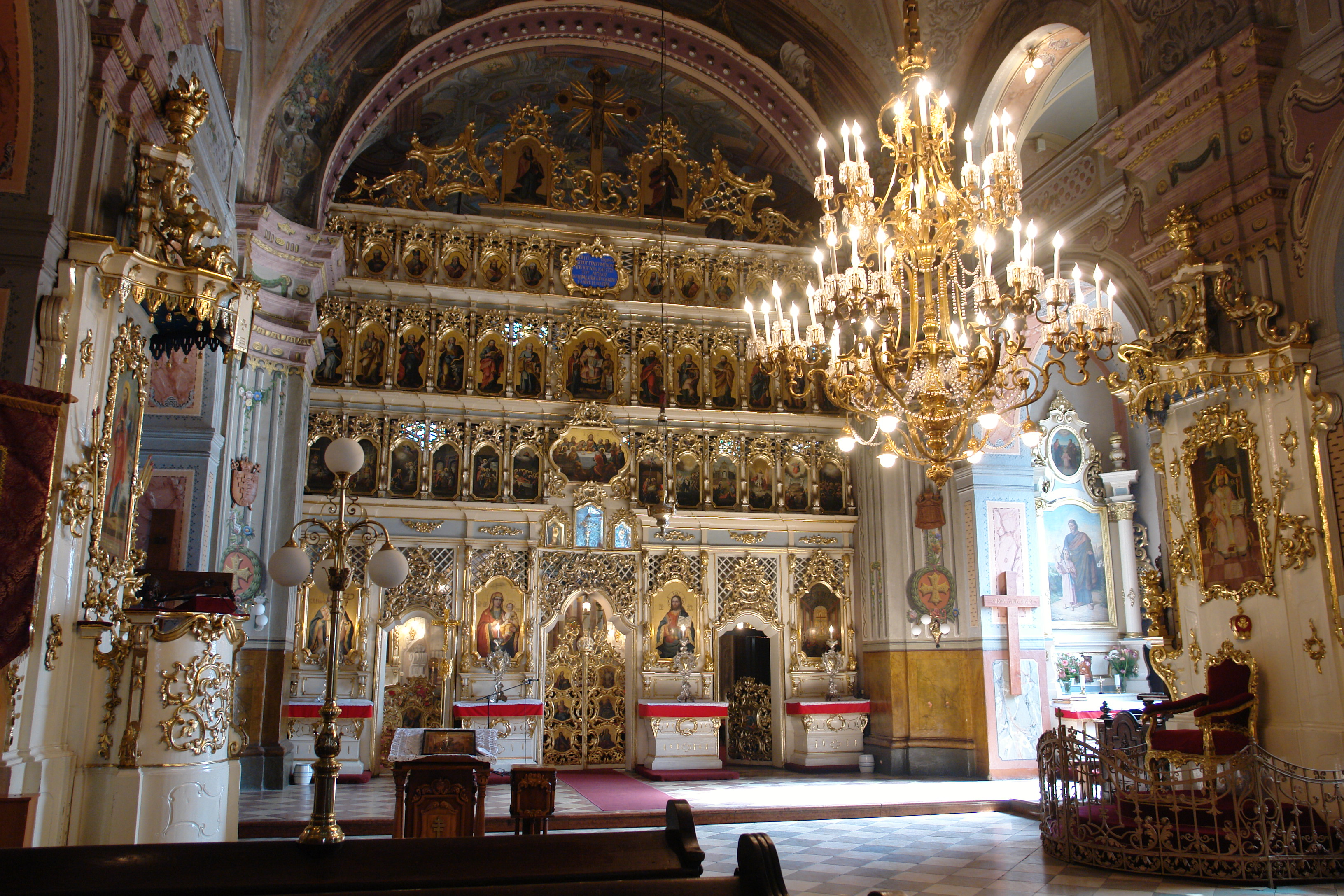
A görögkatolikus székesegyház ikonosztáza
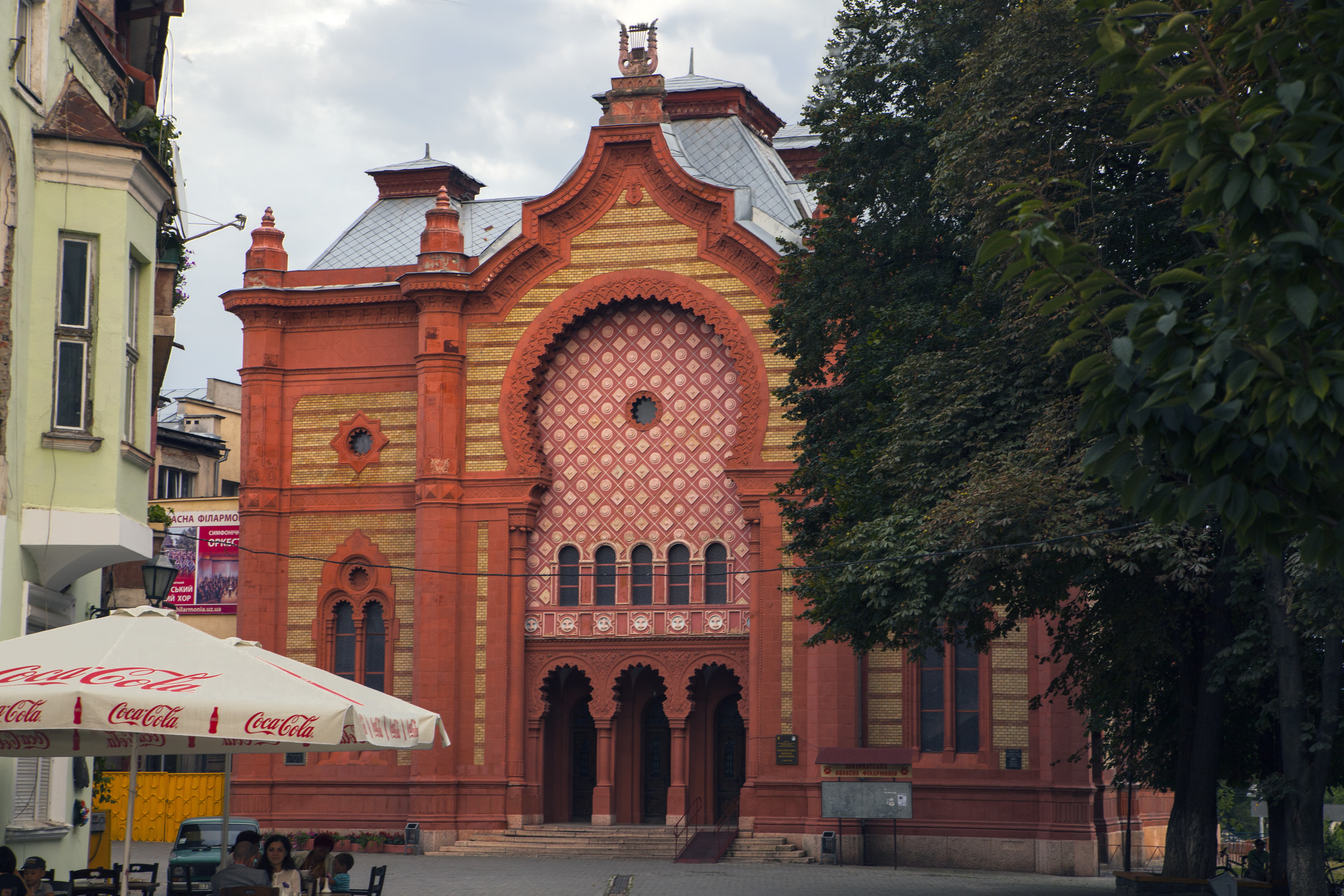
Egykori zsinagóga
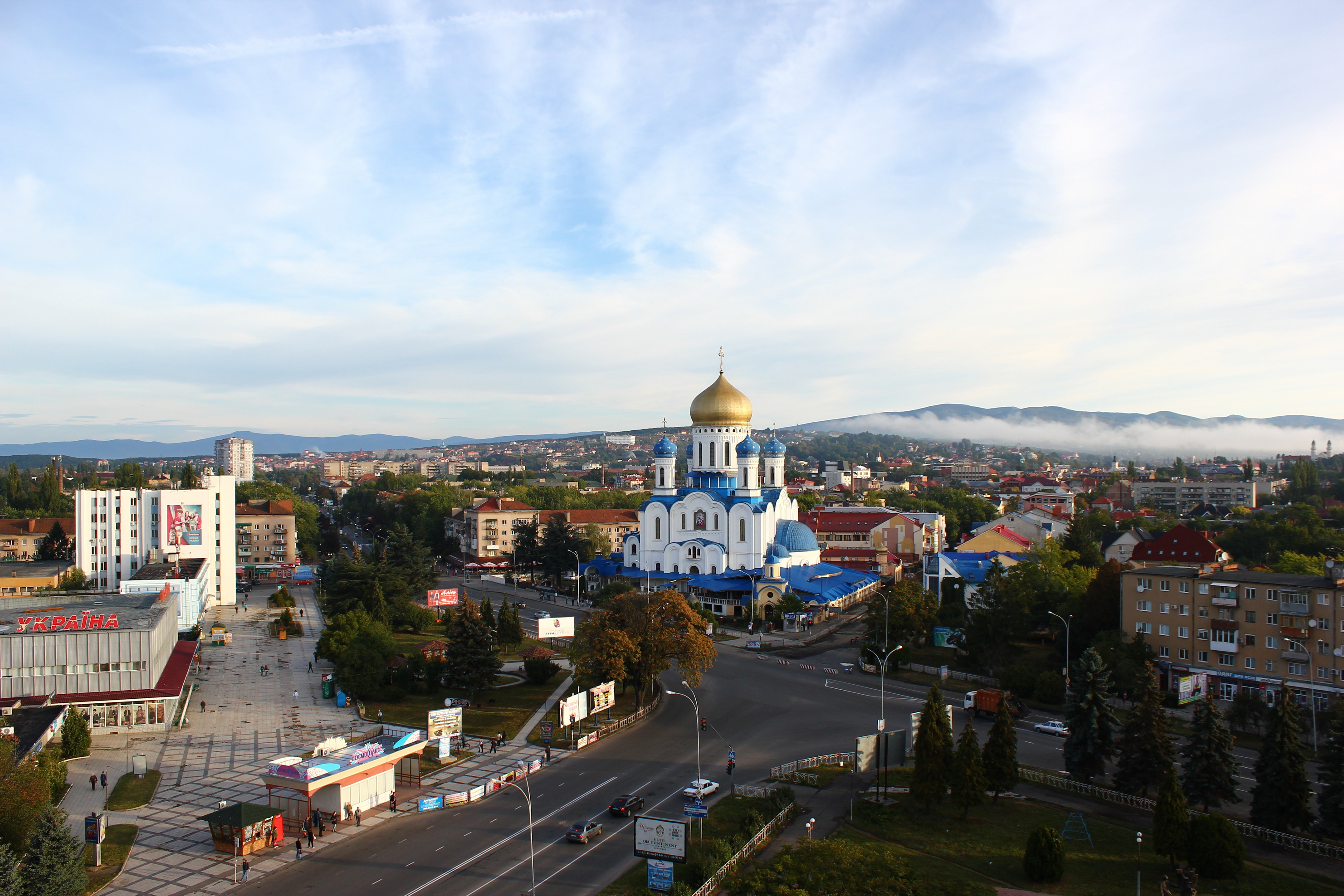
A Megváltó Krisztus ortodox székesegyház

A Szovjetunió széthullása és a független Ukrajna megalakulása után néhány krízises esztendő elteltével Ungvár kultúrája újra fejlődésnek indult, ám tekintettel arra, hogy a lakosságnak mára kevesebb mint 10%-a magyar, ebben leginkább keleti, így főleg ukrán hatások érvényesülnek.
Megemlítendő az is, hogy a város kulturális életében a második világháborúig jelentős szerepet játszott a (főleg magyar ajkú) zsidó értelmiség, míg az utóbbi esztendőkben Ungvár a magát kárpátaljai őslakosnak tekintő, eredetileg főként a hegyvidék falvakban élő ruszinságnak is a kulturális központja lett.

## Látnivalók
- Az ungvári vár
- A vártemplom romjai

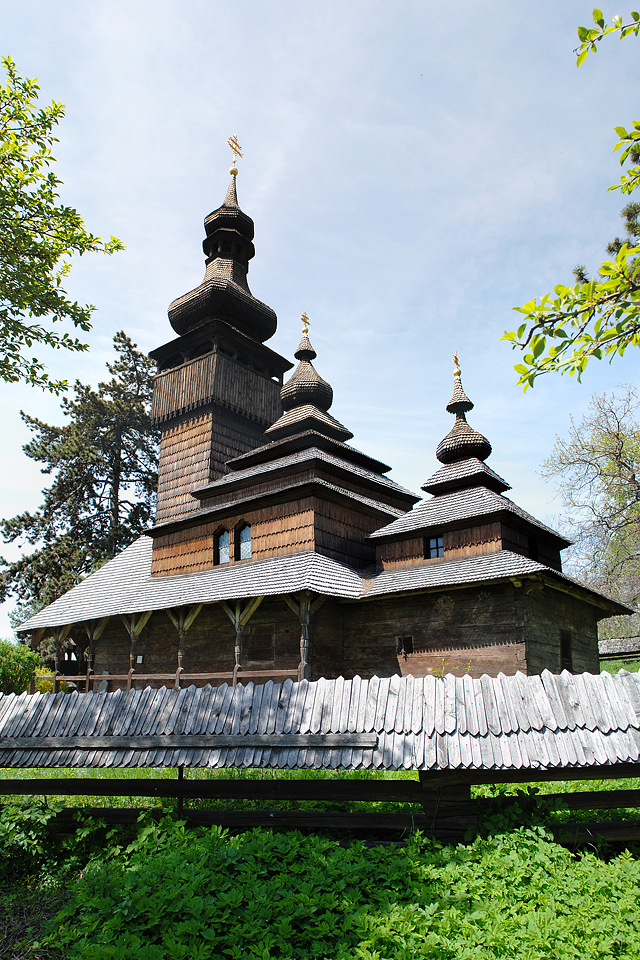
Skanzen

- A skanzen (Ungvári Szabadtéri Néprajzi Múzeum), az ungvári vár közelében
- Egykori vármegyeháza, ma többek között a Boksay József Kárpátaljai Megyei Szépművészeti Múzeum foglal benne helyet
- A Szent Kereszt felmagasztalása görögkatolikus székesegyház és püspöki palota
- Szent György római katolikus templom
- Református templom
- A filharmónia épülete (egykori zsinagóga)
- A bazilita szerzetesrend kolostora
- Ceholnyai volt görögkatolikus templom
- 12. századi gerényi rotunda
- Orosz templom
- Botanikus kert
- Nevickei vár

## Híres emberek
Ungváron született:

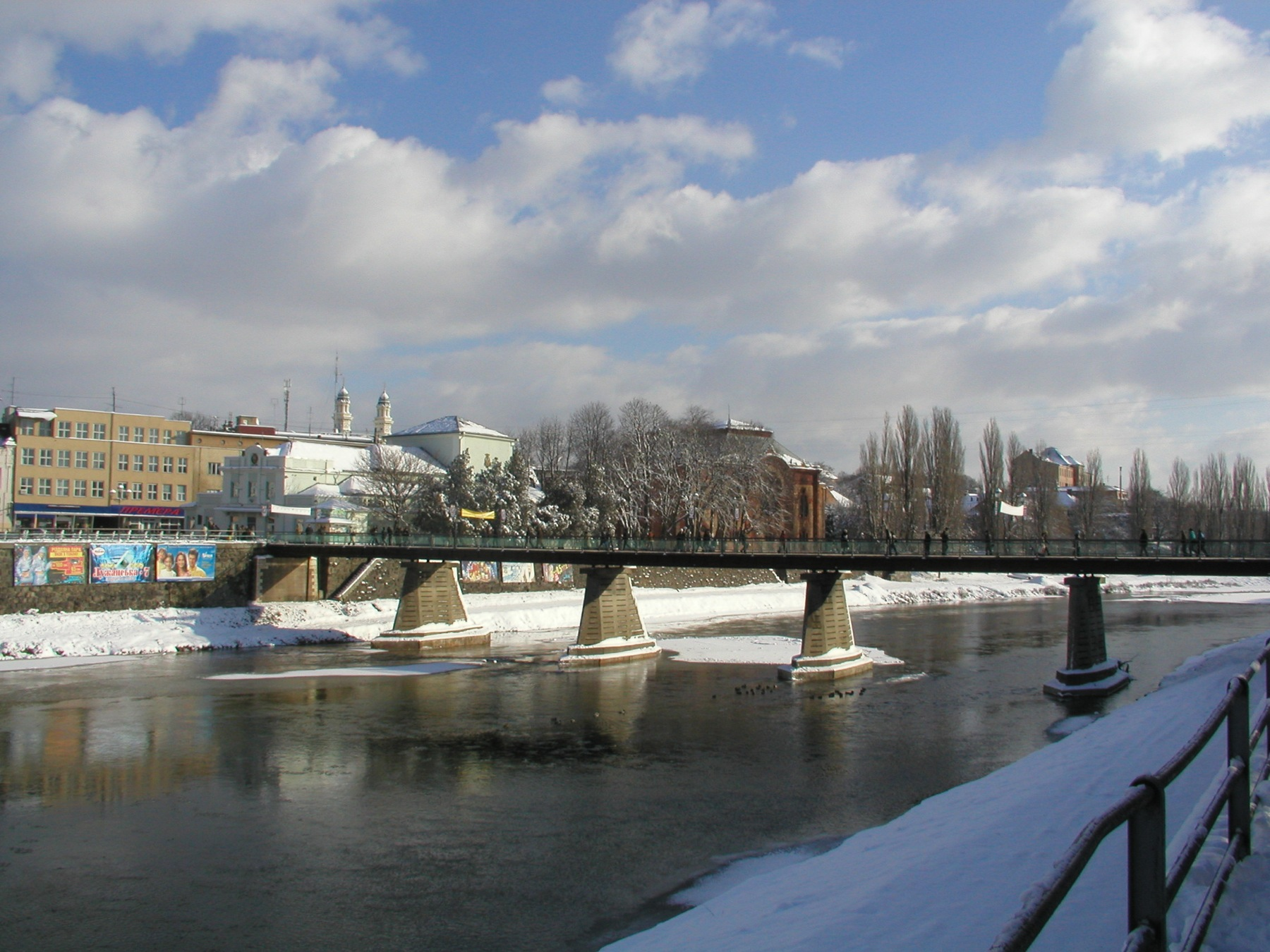
Az Ung télen

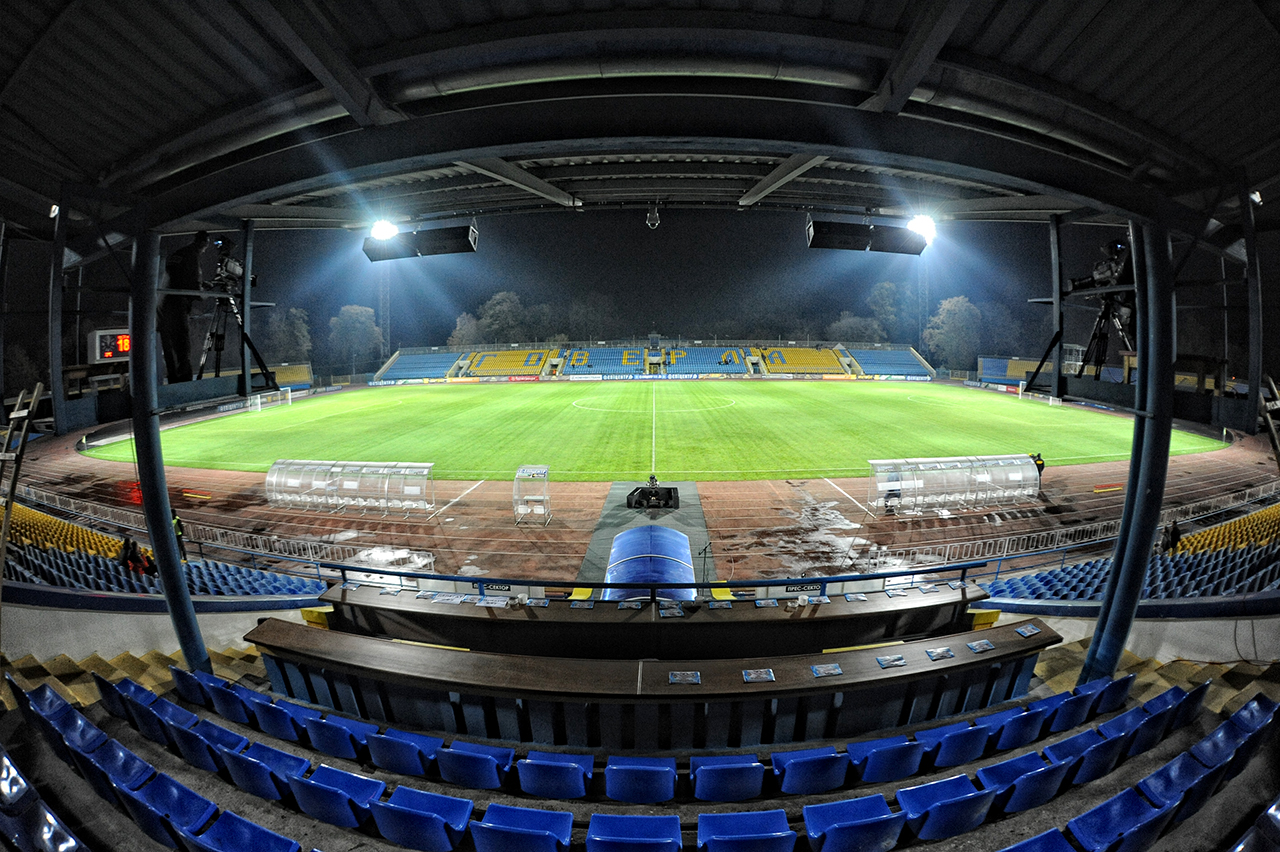
Az Avangárd Stadion

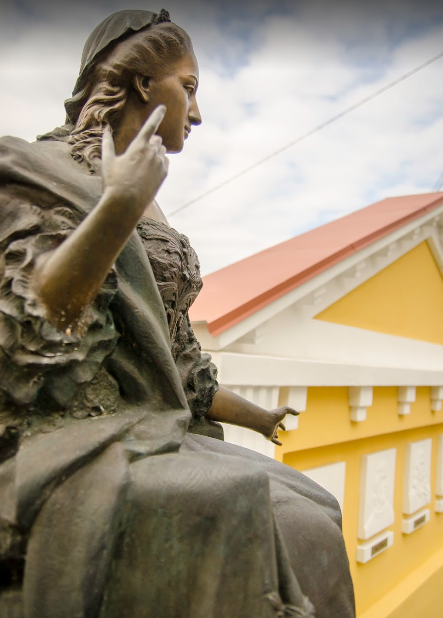
Mária Terézia Park

- 1830-ban Vöneki Lajos magyar, olasz és amerikai szabadságharcos katona
- 1855. december 7-én Mágócsy-Dietz Sándor (1855–1945) botanikus, az MTA tagja
- 1861. január 13-án Gyöngyösy László író, irodalomtörténész
- 1863. július 4-én Lipschutz Salomon sakkozó, az Amerikai Egyesült Államok sakkbajnoka
- 1869. november 21-én Láng-Miticzky Ernő magyar királyi titkos tanácsos, törvényszéki bíró, táblabírósági elnök, felsőházi tag
- 1870. szeptember 13-án Vedres Márk szobrászművész
- 1872. december 8-án Janovics Jenő színművész, rendező, irodalomtörténész, forgatókönyvíró, művelődéspolitikus
- 1881. április 23-án Timkó György botanikus, etnográfus; Timkó Imre agrogeológus öccse
- 1891. október 2-án Boksay József festő, grafikus, Erdélyi Bélával együtt az ungvári művészeti iskola megalapítója
- 1909. december 16-án Jan Pastor szlovák régész, a Kelet-szlovákiai Múzeum egyik alapítója
- 1919. szeptember 23-án Ubrizsy Gábor Kossuth-díjas növénypatológus, mikológus, egyetemi magántanár, az MTA tagja
- 1923. július 28-án Örvös Lajos író, műfordító, a francia Nemzeti Érdemrend és a francia Akadémiai Pálmák Tiszti fokozatának kitüntetettje
- 1926. augusztus 8-án Ország Lili festőművésznő
- 1931. május 2-án Egressy Teri textilművész
- 1933. május 27-én Ilku Marion József festőművész
- 1934. augusztus 9-én Krocskó Gyula biológus, egyetemi tanár, az MTA tagja
- 1935. április 6. Zicherman Sándor magyar származású festőművész, szobrász, grafikus
- 1937. március 27-én Szemán Ferenc festőművész
- 1940. február 29-én Szabó József labdarúgó, edző, minden idők legjobb „szovjet" középpályása
- 1942. április 9-én Bodnár András olimpiai bajnok vízilabdázó, sportvezető, orvos
- 1957. január 17-én Balla D. Károly, József Attila-díjas író, szerkesztő, blogger
- 1959. január 28-án Erfán Ferenc festő, iparművész
- 1962. május 24-én Jankovics Mária textilművész, grafikus
- 1965. május 3-án (becenevén) Cipő, a Republic énekese
- 1967. december 8-án Massányi Viktor operaénekes, a Magyar Állami Operaház művésze
- 1990. november 23-án Káprály Mihály magyar labdarúgó-játékvezető

Ungváron töltötte életének utolsó évét és itt hunyt el 1796. október 20-án Dayka Gábor költő, pap, tanár.
Itt hunyt el 1941. december 8-án Kozma Miklós magyar belügyminiszter, Kárpátalja kormányzója.
Itt hunyt el 1944-ben Harajda János ruszin nyelvész, pedagógus, műfordító.
Itt végezték ki 1946-ban Bródy András (Andrej Bródy) ruszin miniszterelnököt két miniszterével, Demkó Mihállyal (Mihai Demkóval) és Fenczik Istvánnal (Sztepan Fenczikkel) együtt.
Az ungvári Kálvária-temetőben helyezték végső nyugalomra 2015. december 19-én Szikura József botanika professzort, a Magyar Tudományos Akadémia külső tagját, a II. Rákóczi Ferenc Kárpátaljai Magyar Főiskola rektorát.

## Testvérvárosai

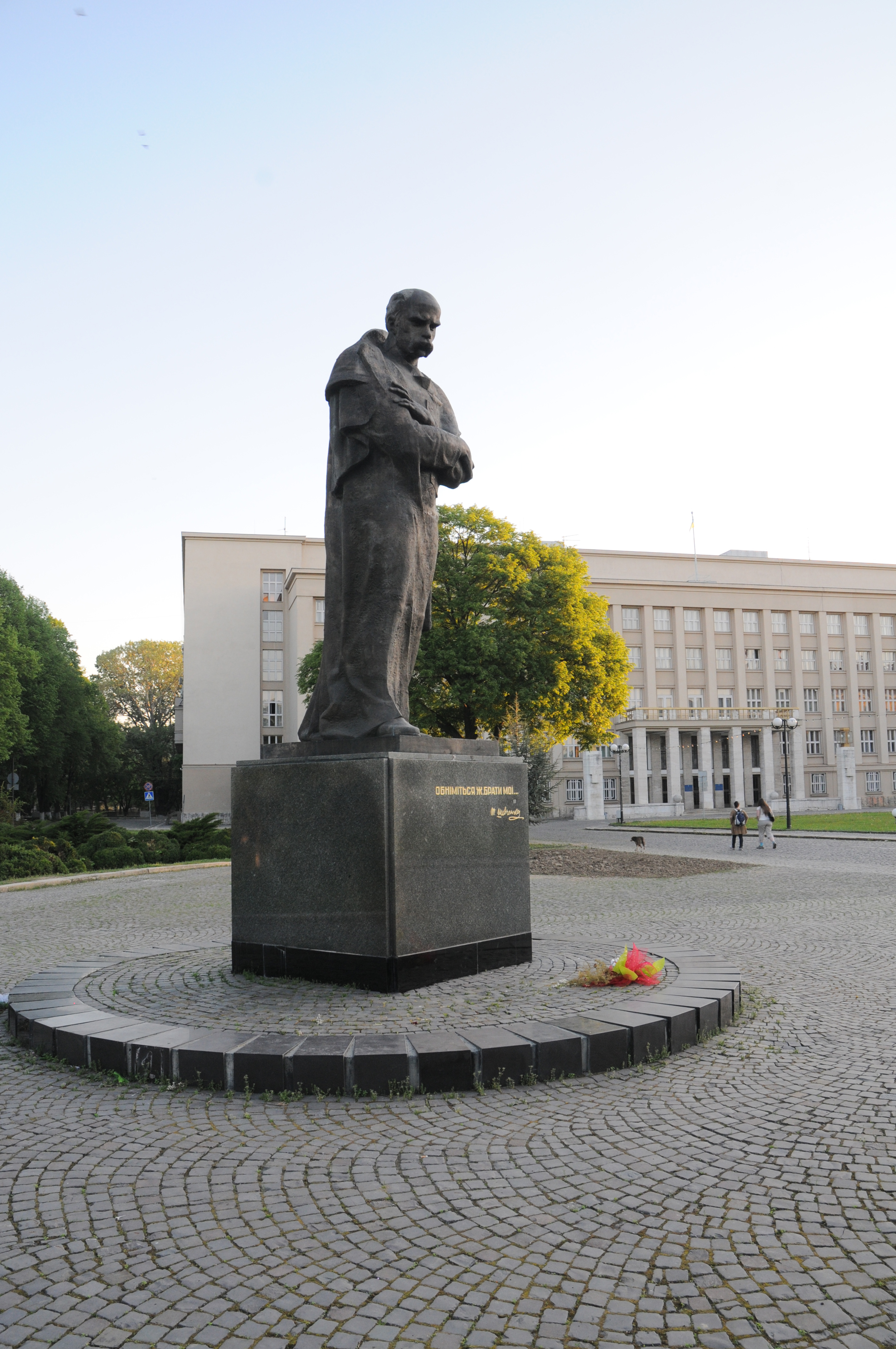
Tarasz Hrihorovics Sevcsenko szobra a kárpátaljai területi adminisztráció székháza előtt

- Békéscsaba, Magyarország (1998)
- Corvallis, Amerikai Egyesült Államok
- Česká Lípa, Csehország
- Darmstadt, Németország
- Horsens, Dánia
- Jarosław, Lengyelország
- Kajaani, Finnország
- Krosno, Lengyelország
- Kassa, Szlovákia
- Nagymihály, Szlovákia
- Nyíregyháza, Magyarország
- Orjol, Oroszország
- Szombathely, Magyarország
- Taksony, Magyarország